# Вулиця Івана Богуна (Хмельницький)
Вулиця Івана Богуна — вулиця в місті Хмельницькому; розташована в мікрорайоні Ружична. Пролягає з заходу на схід, від стику вулиць Нечая та Космічної до вулиці Лізи Чайкіної.

## Історія
До 1981 року вулиця носила назву Гагаріна — першого у світі космонавта. Після приєднання села Ружчина до міста, міськвиконком вирішив перейменувати вулиці, які повторюються і вулицю було перейменовано на честь українського полковника часів Хмельниччини Івана Богуна.

## Підприємства
Івана Богуна, 2-А,. Приватне підприємство Рекреаційний Центр «Над ставом» — рекреаційна діяльність
Івана Богуна, 4. Виробничо-постачальна асоціація «Хмельницькоблагрошляхбудсервіс» — управління підприємствами, ДОЧП «Ресурс-Поділля» ТОВ «Укрмінералресурс» — виробництво готових кормів для тварин, що утримуються на фермах.